# The Homebreaker
The Homebreaker è un film muto del 1919 diretto da Victor Schertzinger sotto la supervisione di Thomas H. Ince.
Fonti moderne, accreditano Rodolfo Valentino in un ruolo da comparsa di ballerino.

## Produzione
Il film fu prodotto dalla Thomas H. Ince Corporation con il titolo di lavorazione Miss Marbury and Others.

## Distribuzione
Il copyright del film, richiesto dalla Thos. H. Ince Corp., fu registrato il 4 aprile 1919 con il numero LP13582. Distribuito dalla Paramount Pictures come Famous Players-Lasky Corporation, il film fu presentato da Thomas H. Ince uscendo in prima il 4 aprile e nelle sale cinematografiche degli Stati Uniti il 20 aprile 1919.
Non si conoscono copie ancora esistenti della pellicola che viene considerata presumibilmente perduta.